# ماریو باسلر
ماریو باسلر (به آلمانی: Mario Basler) بازیکن فوتبال و هافبک اهل آلمان است که از سال ۱۹۹۴ میلادی عضو تیم ملی فوتبال آلمان بوده‌است. وی در ۳۰ بازی ملی حضور داشته‌است و آخرین بازی ملی خود را در سال ۱۹۹۸ میلادی انجام داد. ماریو باسلر در بازی‌های ملی‌اش ۲ گل به ثمر رساند. سبک بازی: ضربات ایستگاهی کرنر و سانترهای عالی. بازیکنی دریبل زن وکنترل توپ فوق العاده که پاس‌هایش به کمک تیم می امد.